# Wilko Johnson
Wilko Johnson (jako John Peter Wilkinson; 12. července 1947 Canvey Island, Essex, Anglie – 21. listopadu 2022) byl britský rockový zpěvák, kytarista a herec. V roce 1971 spoluzaložil skupinu Dr. Feelgood, ve které působil do roku 1977. Od roku 1980 působil ve skupině The Blockheads zpěváka Iana Duryho. Později vydal několik sólových alb.
V lednu 2013 mu byla diagnostikována rakovina.

## Diskografie

### Dr Feelgood
- Down by the Jetty (1975)
- Malpractice (1975)
- Stupidity (1976)
- Sneakin' Suspicion (1977)
- All Through The City (2012)

### Solid Senders
- Solid Senders (1978)

### The Wilko Johnson Band
- 2 skladby na Hope & Anchor Front Row Festival (1978)
- Ice on the Motorway (1981)
- Bottle Up and Go! (EP, 1983)
- Pull the Cover (1984)
- Watch Out! (Live In London) (1985)
- Call It What You Want (1987)
- Barbed Wire Blues (1988)
- Going Back Home (1998)
- Don't Let Your Daddy Know (Live in Japan 2000) (2000)
- Red Hot Rocking Blues (2005)

### Ian Dury & the Blockheads
- Laughter (1980)

### s Rogerem Daltreym
- Going Back Home (2014)